# 21672 Laichunju
21672 Laichunju este un asteroid din centura principală de asteroizi.

## Descriere
21672 Laichunju este un asteroid din centura principală de asteroizi. A fost descoperit pe 7 septembrie 1999 la Socorro, New Mexico, în cadrul proiectului LINEAR. Asteroidul prezintă o orbită caracterizată de o semiaxă mare de 2,55 ua, o excentricitate de 0,19 și o înclinație de 8,1° în raport cu ecliptica.